# Abigail Adams
Abigail Adams (Weymouth, Province of Massachusetts Bay, 11. studenog 1744. - Quincy, Massachusetts, 4. ožujka 1797.) bila je supruga drugog američkog predsjednika Johna Adamsa, i druga po redu prva dama SAD-a.
Isticala se erudicijom, a njena prepiska koju je tijekom cijelog života vodila sa suprugom o raznim pitanjima smatra se vrijednim povijesnim izvorom za američku revoluciju i prve godine nove države. Imala je šestero djece, od kojih je njen drugi sin John Quincy Adams također postao američki predsjednik.
Američki književnik Irving Stone 1965. godine objavio je romansiranu biografiju Oni koji ljube (Those Who Love) o životu Johna i Abigail Adams.

## Vanjske poveznice
Ostali projekti
|  | Zajednički poslužitelj ima još gradiva o temi Abigail Adams |

Mrežna mjesta
- Abigail Adams  Arhivirana inačica izvorne stranice od 31. svibnja 2019. (Wayback Machine), životopis i bibliografija u Nacionalnoj knjižnici prvih dama (National First Ladies' Library), www.firstladies.org (engl.)